# Flavio Nomo
Flavio Nomo (latino: Flavius Nomus; fl. 443-450) è stato un politico romano.
Nomo fu magister officiorum dal 443 al 446, e nel 445 fu console.
Il 12 dicembre 443 Nomo ricevette l'ordine di rafforzare la difesa del confine danubiano, recentemente colpito dagli attacchi degli Unni di Attila: le fortezze vennero ricostruite e le guarnigioni frontaliere riportate alla loro forza nominale. Il lavoro, che dovette durare per tutto l'anno 444, fu tale che Nomo venne nominato console per l'anno successivo. Quando però Attila riprese le incursioni, nel 447, lo fece attraverso le province di Moesia e Scythia Inferior, aggirando da oriente le fortificazioni disposte da Nomo.
L'attacco del 447 si concluse in una pace nel 448, ma nel 450 Attila era ancora in guerra contro l'Impero romano. Ad un tentativo di abboccamento, rispose che avrebbe trattato solo con ambasciatori di rango consolare, e fece il nome di Nomo e Anatolio. Nomo e il suo compagno andarono ad incontrare Attila, il quale all'inizio li trattò male, ma poi cedette alle loro arti oratorie e ai doni che portavano: Attila avrebbe accettato i termini della pace del 448, avrebbe smesso di attaccare l'imperatore Teodosio II sulla scorta dell'accusa di accogliere i fuggitivi dal regno degli Unni, e avrebbe rinunciato alla striscia di territorio a sud del Danubio ottenuta con la pace del 448; pare che la concessione della liberazione di molti prigionieri romani fosse addirittura una concessione fatta personalmente ai due prestigiosi ospiti.